# Eclissi solare del 22 settembre 1968
L'Eclissi solare del 22 settembre 1968, di tipo totale, è un evento astronomico che ha avuto luogo il suddetto giorno attorno alle ore 11:18 UTC. La durata della fase massima dell'eclissi è stata di 40 secondi e l'ombra lunare sulla superficie terrestre raggiunse una larghezza di 104 km; Il punto di massima totalità è avvenuto in Russia, vicino a Shadrinsk.
L'eclissi del 22 settembre 1968 è diventata la seconda eclissi solare nel 1968 e la 157ª nel XX secolo. La precedente eclissi solare si è verificata il 28 marzo 1968, la seguente il 18 marzo 1969.
L'eclissi solare totale è passata attraverso l'Unione Sovietica e la Cina, mentre l'eclissi solare parziale ha coperto la parte centrale e occidentale dell'Eurasia e le aree circostanti. Entrambi i paesi hanno organizzato attività di osservazione.

## Percorso e visibilità
L'evento si è manifestato partendo dall'isola bolscevica, a circa 100 chilometri a nord-est dell'Artico. L'ombra ha poi attraversato la Federazione Russa raggiungendo il punto di massima eclissi presso l'Oblast' di Kurgan. In fase uscente è entrata in Cina e si è conclusa nella regione autonoma dello Xinjiang.

## Osservazioni a fini scientifici

### Gruppo sovietico
L'azienda di prodotti ottici Opton propose allo Sternberg Astronomical Institute di Mosca di studiare l'eclissi. Come destinazione fu scelto il villaggio di Sary-Šagan sulle rive del Lago Balqaš.
Ha anche scritto al Ministero delle Ferrovie Sovietiche per essere agevolati e raggiungere il sito più velocemente. Il gruppo di osservazione ha studiato lo spettro coronale con a supporto alcuni studenti che con una camera MTO-1000 assistevano focalizzando l'obiettivo fotografico. Durante il periodo di osservazione, a causa dell'aumento della temperatura, sono comparsi dei serpenti, rettili comuni nei pressi del sito.

### Gruppo cinese
Questa è stata la prima eclissi solare totale nella Repubblica popolare cinese dopo la fondazione del paese. Nel periodo della Rivoluzione Culturale, precedenti studi sulle eclissi effettuati dall'astronomo cinese Zhang Yu Zhe e da altri suoi colleghi furono emarginati.
L'Accademia cinese delle scienze delegò in questo frangente il vicedirettore dell'agenzia di geofisica Zhang Kui, in quale inviò a Xinjiang una squadra osservativa di circa 200 persone. L'attività di osservazione aveva il nome in codice "532", il che significava che Mao Zedong aveva ispezionato personalmente l'Osservatorio della Montagna Purpurea nel febbraio 1953. Il team di osservazione prese un treno per Ürümqi in un viaggio di tre giorni, quindi si trasferì in macchina per arrivare al sito di osservazione ottico a Zhaosu nella omonima Contea di Zhaosu, mentre un altro sito per l'osservazione radio era situato presso Kashgar, raggiunto da un altro gruppo sette giorni dopo.
Furono anche effettuate misurazioni gravitazionali in una grotta. Al fine di evitare confusione, il dirigente di partito Zhou Enlai inviò Liu Xiyao, generale dell'esercito popolare, a guidare le truppe fino alla stazione e per fornire all'intera squadra vitto e alloggio. Alla fine, il team di osservazione ha completato la prima osservazione in luce monocromatica e l'osservazione ad alta risoluzione del Sole in onde radio.
Questa è stata anche la prima eclissi solare documentata a fini scientifici da un uomo in Cina. Inoltre, L'istituto cinematografico Shanghai Science Education Film Studio di Shangai inviò un proprio responsabile di spicco ed altri operatori per filmare le immagini dell'eclissi solare, realizzando il film di scienza e istruzione "Una visione dell'eclissi solare cento volte ambiziosa".

## Eclissi correlate

### Ciclo di Saros 124
L'evento appartiene alla serie 124 del ciclo di Saros che per le eclissi solari si verifica nel nodo discendente della Luna, ripetendosi ogni 18 anni, 11 giorni, contenente 73 eventi.